# Тигда (село)
Тигда (рос. Тыгда) — село у Магдагачинському районі Амурської області Російської Федерації. Розташоване на території українського історичного та етнічного краю Зелений Клин.
Входить до складу муніципального утворення Тигдинська сільрада. Населення становить 3014 осіб (2018).

## Історія
З 20 жовтня 1932 року входить до складу новоутвореної Амурської області.
З 1 січня 2006 року органом місцевого самоврядкування є Тигдинська сільрада.

## Населення
| 1939  | 2002  | 2010  | 2012  | 2013  | 2014  | 2015  |
| ----- | ----- | ----- | ----- | ----- | ----- | ----- |
| 6354  | ↘3650 | ↘3319 | ↘3208 | ↘3157 | ↘3073 | ↘3010 |
| 2016  | 2017  | 2018  |       |       |       |       |
| ↘3000 | ↘2994 | ↗3014 |       |       |       |       |